# 中村克
中村 克（なかむら かつみ、1994年2月21日 - ）は、日本の競泳選手。専門は自由形。
東京都調布市出身。早稲田大学卒。100m自由形で日本人初となる47秒台を記録した。リオデジャネイロ・東京オリンピック日本代表。身長183センチメートル。妻は女優の川島海荷。

## 経歴
競泳は調布に住んでいた中学1年のときに始めた。交通事故のためライフセーバーの資格取得を断念した母親を思って自分が代わりに水泳をする、というのが水泳を始めたきっかけだという。中学2年のときに足立第十四中学へ転校すると、東京マリン舎人の所属となった。3年のときには全国中学校水泳競技大会の400mリレーで2位となった。武蔵野高校2年のときにはインターハイの50m自由形で優勝した。3年のときには2連覇を達成すると、100m自由形でも2位になった。
2012年には早稲田大学スポーツ科学部へ進学した（2016年卒業）。2年のとき学生選手権で400mメドレーリレーでアンカーを担当、2番手でバトンを受け取るとトップを追い抜き優勝、同種目早稲田大学4年ぶりの金メダル獲得に貢献した。10月、東アジア競技大会に出場し、男子400mメドレーリレーで金メダルを獲得するなど活躍。
3年のときには日本選手権の50mと100m自由形で3位に入った。6月、ジャパンオープンでは50m自由形と100m自由形でどちらも3位入賞。8月のパンパシフィック選手権（ゴールドコースト）の100m自由形では6位だったものの、初の48秒台となる48秒96を記録した。また、400mメドレーリレーではチームの2位に貢献した。9月、学生選手権では50mと100m自由形で2冠を達成した。アジア大会の400mフリーリレーでは2位だった。
4年のときには日本選手権の50m自由形で2位だったが、100mは48秒78で初優勝を飾った。世界選手権の派遣標準記録に達していなかったので個人戦の代表にはなれなかったが、リレーの代表メンバーに選ばれた。ジャパンオープンの100m自由形では、2009年の高速水着時代に藤井拓郎が記録した48秒49を0秒08上回る48秒41の日本新記録を樹立して優勝を成し遂げた。8月、世界選手権では、塩浦慎理・小堀勇氣・藤井拓郎と出場した男子400mフリーリレー決勝で3分15秒04のタイムで過去最高の6位に入った。
2016年の日本選手権では100m自由形で自身の日本記録を更新する48秒25で優勝して、400メートルリレーの2016年リオデジャネイロオリンピック代表に選出された。同オリンピック同リレー予選レースにおいて、第一泳者として47秒99の日本記録を樹立。日本人として初めて47秒台を記録した。決勝では、3分14秒48のタイムで8位だった。400mメドレーリレーでも決勝に進出したが、3分31秒97のタイムで5位に終わった。11月、アジア水泳選手権（東京）の50m自由形に出場、22秒03で中国選手と同着で優勝した。
2017年4月、世界選手権の代表選考会を兼ねた日本選手権に出場、100m自由形で48秒26のタイムで優勝し、代表に選ばれた。7月、世界選手権（ブダペスト）では、100m自由形は予選28位で落選したが、松元克央・池江璃花子・五十嵐千尋と出場した400m混合リレーは決勝に進み、日本記録を更新する3分24秒78のタイムで4位となった。9月、国体に東京代表として出場、50m自由形で22秒16のタイムで2位、400mメドレーリレーで3分36秒54のタイムで優勝した。11月、FINA競泳ワールドカップ東京大会に出場、100m自由形で46秒54の短水路日本新記録を出し3位に入った。
2018年2月のきららカップ2018の50メートル自由形で21秒87の日本記録を樹立した。さらに、コナミオープンでは100m自由形で自身の日本記録を0秒12更新する47秒87で優勝した。この記録により2018年度、世界ランキング2位となった。4月、アジア大会などの代表選考会を兼ねた日本選手権に出場、100m自由形で48秒22のタイムで優勝し、代表に選ばれた。50m自由形でも22秒12の記録で優勝した。7月、ブログを開設。8月、パンパシフィック選手権（東京）400mメドレーリレーに出場し、銀メダルを獲得。400mフリーリレーでは、日本新記録となる3分12秒54で4着に入り、トップのアメリカが失格となったため繰り上げで銅メダルを獲得した。同月、アジア競技大会（ジャカルタ）では400mフリーリレーで金メダル（タイム3分12秒68）、50m自由形（タイム22秒20）と100m自由形（タイム48秒72）で銀メダルを獲得した。同月、24時間テレビに出演、タレントらがアスリートに挑む企画で水中息止め対決を行った。12月、世界短水路選手権（杭州）では100m自由形は46秒57で7位と振るわなかったものの、男子400mメドレーリレーで3分21秒07の短水路における日本新記録で3位に入った。
2019年4月、日本選手権の100m自由形を48秒55のタイムで5連覇した。世界選手権（光州）では、50m自由形は26位で予選落選、100m自由形は10位で準決勝落選と個人種目では振るわなかった。混合400mフリーリレーでは松元克央・大本里佳・佐藤綾とともに出場、3分24秒67の日本新記録を出した。入江陵介・小関也朱篤・水沼尚輝とともに出場した400mメドレーリレーでは3分30秒35で4位に入り、東京五輪出場枠を獲得した。塩浦慎理・松元克央・難波暉とともに出場した400mフリーリレーでは、予選9位で敗退したが上位12ヶ国に入り、東京五輪出場枠を獲得した。11月、社会人選手権に出場し50m自由形で22秒42のタイムで優勝した。
2020年、新型コロナウイルスの流行に伴い、閉鎖された練習拠点の国立スポーツ科学センターに代わり、家でのトレーニングが増えたことをインタビューで語っている。延期となった日本選手権では100m自由形で48秒80で優勝、6連覇を達成。
2021年4月、日本選手権の男子100mで48秒23のタイムで7連覇達成。6月、ジャパンオープンの100m自由形では48秒56で2位に入った。
2020年東京オリンピック競泳男子400メートルリレーに、難波暉、塩浦慎理、関海哉と出場したが、タイムは3分14秒44で全体で13位となり予選を通過できなかった。競泳男子100メートル自由形予選では48秒48のタイムで全体17位となり、0秒04の差で予選敗退となった。男子400mメドレーリレーでは決勝に進出、6位に終わったが、3分29秒91のタイムを出し、日本新記録・アジア新記録を更新した。
9月、ISLのスキンズレースの50m自由形に出場、日本人として初優勝した。
2022年5月、日本選手権に出場、男子100m自由形で8連覇を達成、男子50m自由形は22秒22のタイムで2位に入った。12月、世界短水路選手権（メルボルン）に出場、男子200mフリーリレーで1分23秒80で4位に入り、短水路アジア記録を更新した。400mフリーリレーでは7位に終わった。
2023年4月、日本選手権に出場、男子100m自由形で自身の持つ日本記録を更新した松元克央に敗れ、9連覇を阻止された（中村は3位）。世界選手権（福岡）では個人種目では50m自由形は予選敗退に終わったが、混合400mリレーで決勝に進出、7位に入った。9月、アジア大会（杭州）で入江陵介・日本雄也・松元克央とともに400mメドレーリレーに出場、3分32秒52のタイムで銅メダルを獲得した。400mフリーリレーでも銅メダルを獲得した。2024年5月、最強スポーツ男子頂上決戦に出場し準優勝と水泳競技以外での活動にも注目が集まっている。

## 人物
趣味はアロマ集めで、においフェチだという。
インターネット上ではイケメンだと評判になっているが、本人は「普段、言われないので、名前と顔を覚えていただけるならうれしいな」とコメントしている。
私生活では2024年12月23日、女優の川島海荷と結婚したことを川島が自身のSNSで発表した。

## 主な戦績
| 年   | 大会                                   | 種目                 | 結果       | 記録    | 備考・出典                                                                                      |
| ---- | -------------------------------------- | -------------------- | ---------- | ------- | ----------------------------------------------------------------------------------------------- |
| 2008 | 全中                                   | 400mフリーリレー     | 2位        | 3:40.85 | 中村は第一泳者                                                                                  |
| 2010 | インターハイ                           | 50m自由形            | 1位        | 23.39   |                                                                                                 |
| 2010 | インターハイ                           | 100m自由形           | 4位        | 52.08   | [ 74 ]                                                                                          |
| 2010 | ジュニアパンパシフィック選手権         | 50m自由形            | 4位        | 23.09   | [ 75 ]                                                                                          |
| 2010 | ジュニアパンパシフィック選手権         | 100m自由形           | 8位        | 52.06   | [ 75 ]                                                                                          |
| 2010 | 国体                                   | 50m自由形            | 1位        | 23.27   | [ 76 ]                                                                                          |
| 2011 | ジャパンオープン                       | 50m自由形            | 7位        | 23.13   | [ 77 ]                                                                                          |
| 2011 | インターハイ                           | 50m自由形            | 1位        | 23.07   | [ 78 ]                                                                                          |
| 2011 | インターハイ                           | 100m自由形           | 2位        | 50.81   |                                                                                                 |
| 2011 | 国体                                   | 100m自由形           | 2位        | 50.54   | [ 79 ]                                                                                          |
| 2011 | 国体                                   | 50m自由形            | 1位        | 23.19   | [ 80 ]                                                                                          |
| 2012 | 日本選手権                             | 100m自由形           | 7位        | 50.15   | [ 81 ]                                                                                          |
| 2012 | 日本選手権                             | 50m自由形            | 8位        | 23.06   | [ 82 ]                                                                                          |
| 2012 | ジャパンオープン                       | 50m自由形            | 4位        | 22.94   | [ 83 ]                                                                                          |
| 2013 | ユニバーシアード                       | 400mメドレーリレー   | 2位        | 3:34.41 | [ 84 ]                                                                                          |
| 2013 | 学生選手権                             | 50m自由形            | 2位        | 22.58   | [ 85 ]                                                                                          |
| 2013 | 学生選手権                             | 400mメドレーリレー   | 1位        | 3:36.85 | 泳順:多田邦徳―林和希―深谷皇―中村                                                                |
| 2013 | 学生選手権                             | 100m自由形           | 2位        | 49.23   | [ 87 ]                                                                                          |
| 2013 | 国体                                   | 100m自由形           | 2位        | 49.29   | [ 88 ]                                                                                          |
| 2013 | 東アジア大会                           | 400mフリーリレー     | 1位        | 3:16.82 | メンバー:川内勇輝、伊藤真、箕成貴之                                                             |
| 2013 | 東アジア大会                           | 100m自由形           | 2位        | 49.23   | [ 89 ]                                                                                          |
| 2013 | 東アジア大会                           | 400mメドレーリレー   | 1位        | 3:34.63 | メンバー:白井裕樹、小関也朱篤、河本耕平                                                         |
| 2013 | ワールドカップ（東京）                 | 100m自由形           | 6位        | 47.50   | [ 90 ]                                                                                          |
| 2013 | ワールドカップ（東京）                 | 50mバタフライ        | 予選17位   | 23.73   | [ 90 ]                                                                                          |
| 2013 | ワールドカップ（東京）                 | 混合200mフリーリレー | 8位        | 1:35.44 | 泳順:雨谷拓矢―中村―赤尾愉歩―佐藤恋                                                              |
| 2014 | 日本選手権                             | 100m自由形           | 3位        | 49.25   |                                                                                                 |
| 2014 | 日本選手権                             | 50m自由形            | 3位        | 22.38   |                                                                                                 |
| 2014 | ジャパンオープン                       | 100m自由形           | 3位        | 49.79   |                                                                                                 |
| 2014 | ジャパンオープン                       | 50m自由形            | 3位        | 22.63   |                                                                                                 |
| 2014 | パンパシフィック選手権                 | 100m自由形           | 6位        | 48.96   |                                                                                                 |
| 2014 | パンパシフィック選手権                 | 100mバタフライ       | 予選18位   | 54.04   | [ 14 ]                                                                                          |
| 2014 | パンパシフィック選手権                 | 400mフリーリレー     | 4位        | 3:14.93 | 泳順:塩浦慎理―中村―藤井拓郎―伊藤健太                                                            |
| 2014 | パンパシフィック選手権                 | 50m自由形            | 7位        | 22.42   | [ 14 ]                                                                                          |
| 2014 | パンパシフィック選手権                 | 400mメドレーリレー   | 2位        | 3:32.08 | 泳順:入江陵介―小関也朱篤―池端宏文―中村                                                          |
| 2014 | 学生選手権                             | 50m自由形            | 1位        | 22.36   | [ 91 ]                                                                                          |
| 2014 | 学生選手権                             | 400mフリーリレー     | 4位        | 3:20.45 | 泳順:和田真―中村―雨谷拓矢―瀬戸大也                                                              |
| 2014 | 学生選手権                             | 400mメドレーリレー   | 1位        | 3:35.13 | 泳順:多田邦徳―林和希―瀬戸大也―中村                                                              |
| 2014 | 学生選手権                             | 100m自由形           | 1位        | 49.09   | [ 15 ]                                                                                          |
| 2014 | 学生選手権                             | 800mフリーリレー     | 4位        | 7:19.90 | 泳順:柴田慎一郎―中村―坂井聖人―瀬戸大也                                                          |
| 2014 | アジア大会                             | 400mフリーリレー     | 2位        | 3:14.38 | 泳順:塩浦慎理―原田蘭丸―藤井拓郎―中村、日本新記録                                                |
| 2014 | 日本短水路選手権（ワールドカップ東京） | 100m自由形           | 1位        | 47.30   | 全体でも1位                                                                                     |
| 2014 | 日本短水路選手権（ワールドカップ東京） | 50m自由形            | 3位        | 21.74   | 全体では6位                                                                                     |
| 2014 | 日本短水路選手権（ワールドカップ東京） | 100mバタフライ       | 8位        | 54.37   | 全体では12位                                                                                    |
| 2014 | 世界短水路選手権                       | 400mフリーリレー     | 7位        | 3:07.79 | 泳順:中村―塩浦慎理―坂田怜央―萩野公介、日本新記録                                                |
| 2014 | 世界短水路選手権                       | 200mメドレーリレー   | 予選9位    | 1:34.99 | 泳順:白井裕樹―小関也朱篤―中村―坂田怜央、日本新記録                                              |
| 2014 | 世界短水路選手権                       | 800mフリーリレー     | 予選9位    | 6:59.43 | 泳順:小堀勇氣―坂田怜央―天井翼―中村、日本新記録                                                  |
| 2014 | 世界短水路選手権                       | 400mメドレーリレー   | 予選6位    | 46.65   | 泳順:萩野公介―小関也朱篤―藤井拓郎―中村                                                          |
| 2015 | 日本選手権                             | 50m自由形            | 2位        | 22.36   | [ 17 ]                                                                                          |
| 2015 | 日本選手権                             | 100m自由形           | 1位        | 48.78   | [ 18 ]                                                                                          |
| 2015 | ジャパンオープン                       | 100m自由形           | 1位        | 48.41   | 日本新記録                                                                                      |
| 2015 | ジャパンオープン                       | 50m自由形            | 2位        | 22.27   | [ 96 ]                                                                                          |
| 2015 | 世界選手権                             | 400mフリーリレー     | 6位        | 3:15.04 | 泳順:中村―塩浦慎理―小堀勇氣―藤井拓郎                                                            |
| 2015 | 学生選手権                             | 50m自由形            | 1位        | 22.23   | [ 97 ]                                                                                          |
| 2015 | 学生選手権                             | 400mフリーリレー     | 1位        | 3:18.93 | 泳順:荒木優介―中村―瀬戸大也―渡辺一平                                                            |
| 2015 | 学生選手権                             | 400mメドレーリレー   | 2位        | 3:36.51 | 泳順:瀬戸大也―上野聖人―坂井聖人―中村                                                            |
| 2015 | 学生選手権                             | 100m自由形           | 1位        | 48.55   | [ 99 ]                                                                                          |
| 2015 | 学生選手権                             | 800mフリーリレー     | 2位        | 7:18.32 | 泳順:荒木優介―中村―坂井聖人―瀬戸大也                                                            |
| 2015 | ワールドカップ（香港）                 | 100m自由形           | 1位        | 49.28   | [ 100 ]                                                                                         |
| 2015 | ワールドカップ（香港）                 | 50m自由形            | 1位        | 22.15   | [ 100 ]                                                                                         |
| 2015 | ワールドカップ（北京）                 | 100m自由形           | 1位        | 48.60   | [ 101 ]                                                                                         |
| 2015 | ワールドカップ（北京）                 | 50m自由形            | 1位        | 22.27   | [ 101 ]                                                                                         |
| 2015 | ワールドカップ（シンガポール）         | 50m自由形            | 1位        | 22.47   | [ 102 ]                                                                                         |
| 2015 | ワールドカップ（東京）                 | 100m自由形           | 1位        | 49.17   | [ 103 ]                                                                                         |
| 2015 | ワールドカップ（東京）                 | 50m自由形            | 1位        | 22.15   | [ 103 ]                                                                                         |
| 2016 | 日本選手権                             | 100m自由形           | 1位        | 48.25   | 日本新記録                                                                                      |
| 2016 | 日本選手権                             | 50m自由形            | 1位        | 22.09   | [ 104 ]                                                                                         |
| 2016 | ジャパンオープン                       | 100m自由形           | 1位        | 48.54   | [ 105 ]                                                                                         |
| 2016 | ジャパンオープン                       | 50m自由形            | 1位        | 22.26   | [ 106 ]                                                                                         |
| 2016 | オリンピック                           | 400mフリーリレー     | 8位        | 3:14.48 | 泳順:中村―塩浦慎理―小長谷研二―古賀淳也、中村の予選でのタイム (47.99) は男子100m自由形日本新記録 |
| 2016 | オリンピック                           | 400mメドレーリレー   | 5位        | 3:31.97 | 泳順:入江陵介―小関也朱篤―藤井拓郎―中村                                                          |
| 2016 | アジア水泳選手権                       | 50m自由形            | 1位        | 22.03   | 1着同着                                                                                         |
| 2017 | 日本選手権                             | 100m自由形           | 1位        | 48.26   | [ 107 ]                                                                                         |
| 2017 | 日本選手権                             | 50m自由形            | 1位        | 21.97   | 塩浦慎理と1着同着                                                                               |
| 2017 | ジャパンオープン                       | 100m自由形           | 2位        | 48.84   | [ 108 ]                                                                                         |
| 2017 | ジャパンオープン                       | 50m自由形            | 3位        | 22.19   | [ 109 ]                                                                                         |
| 2017 | 世界選手権                             | 400mフリーリレー     | 5位        | 3:13.65 | [ 110 ]                                                                                         |
| 2017 | 世界選手権                             | 100m自由形           | 予選28位   | 49.10   | [ 111 ]                                                                                         |
| 2017 | 世界選手権                             | 混合400mフリーリレー | 4位        | 3:24.78 |                                                                                                 |
| 2017 | 国体                                   | 50m自由形            | 2位        | 22.16   |                                                                                                 |
| 2017 | 国体                                   | 400mメドレーリレー   | 1位        | 3:36.54 |                                                                                                 |
| 2017 | ワールドカップ（東京）                 | 100m自由形           | 3位        | 46.54   | 日本新記録                                                                                      |
| 2018 | きららカップ                           | 50m自由形            | 1位        | 21.87   | 日本新記録                                                                                      |
| 2018 | コナミオープン                         | 100m自由形           | 1位        | 47.87   | 日本新記録                                                                                      |
| 2018 | 日本選手権                             | 100m自由形           | 1位        | 48.22   |                                                                                                 |
| 2018 | 日本選手権                             | 50m自由形            | 1位        | 22.12   |                                                                                                 |
| 2018 | パンパシフィック選手権                 | 100m自由形           | 6位        | 48.49   | [ 112 ]                                                                                         |
| 2018 | パンパシフィック選手権                 | 400mフリーリレー     | 3位        | 3:12.54 | 泳順:中村―塩浦慎理―松元克央―溝畑樹蘭、日本新記録、アメリカの失格により繰り上げ                  |
| 2018 | パンパシフィック選手権                 | 50m自由形            | 4位        | 22.24   | [ 112 ]                                                                                         |
| 2018 | パンパシフィック選手権                 | 400mメドレーリレー   | 2位        | 3:30.25 | 泳順:入江陵介―小関也朱篤―小堀勇氣―中村                                                          |
| 2018 | アジア大会                             | 50m自由形            | 2位        | 22.20   |                                                                                                 |
| 2018 | アジア大会                             | 100m自由形           | 2位        | 48.72   |                                                                                                 |
| 2018 | アジア大会                             | 400mフリーリレー     | 1位        | 3:12.68 | 泳順:塩浦慎理―松元克央―中村―溝畑樹蘭                                                            |
| 2018 | 世界短水路選手権                       | 100m自由形           | 7位        | 46.57   |                                                                                                 |
| 2018 | 世界短水路選手権                       | 400mメドレーリレー   | 3位        | 3:21.07 | 日本新記録                                                                                      |
| 2019 | きららカップ                           | 100m自由形           | 1位        | 48.12   | [ 114 ]                                                                                         |
| 2019 | 日本選手権                             | 100m自由形           | 1位        | 48.55   |                                                                                                 |
| 2019 | 日本選手権                             | 50m自由形            | 4位        | 22.30   | [ 115 ]                                                                                         |
| 2019 | ジャパンオープン                       | 100m自由形           | 2位        | 48.70   | [ 116 ]                                                                                         |
| 2019 | ジャパンオープン                       | 50m自由形            | 4位        | 22.26   | [ 117 ]                                                                                         |
| 2019 | 世界選手権                             | 400mフリーリレー     | 予選9位    | 3:14.16 |                                                                                                 |
| 2019 | 世界選手権                             | 100m自由形           | 準決勝10位 | 48.45   | [ 118 ]                                                                                         |
| 2019 | 世界選手権                             | 50m自由形            | 予選26位   | 22.41   | [ 118 ]                                                                                         |
| 2019 | 世界選手権                             | 混合400mフリーリレー | 7位        | 3:24.67 | 日本新記録                                                                                      |
| 2019 | 世界選手権                             | 400mメドレーリレー   | 4位        | 3:30.35 |                                                                                                 |
| 2019 | 国体                                   | 100m自由形           | 1位        | 49.20   | [ 119 ]                                                                                         |
| 2019 | 国体                                   | 50m自由形            | 5位        | 22.48   | [ 120 ]                                                                                         |
| 2019 | 日本短水路選手権                       | 50m自由形            | 3位        | 21.49   | [ 121 ]                                                                                         |
| 2019 | 日本短水路選手権                       | 100m自由形           | 1位        | 46.85   | [ 122 ]                                                                                         |
| 2019 | 日本社会人選手権                       | 50m自由形            | 1位        | 22.42   | [ 123 ]                                                                                         |
| 2019 | 日本社会人選手権                       | 100m自由形           | 1位        | 48.85   | [ 124 ]                                                                                         |
| 2020 | 日本社会人選手権                       | 50m自由形            | 1位        | 22.27   | [ 125 ]                                                                                         |
| 2020 | 日本社会人選手権                       | 100m自由形           | 1位        | 49.01   | [ 126 ]                                                                                         |
| 2020 | 日本選手権                             | 100m自由形           | 1位        | 48.80   |                                                                                                 |
| 2020 | 日本選手権                             | 50m自由形            | 4位        | 22.34   | [ 127 ]                                                                                         |
| 2021 | ジャパンオープン (2020)                | 100m自由形           | 1位        | 48.53   | [ 128 ]                                                                                         |
| 2021 | ジャパンオープン (2020)                | 50m自由形            | 5位        | 22.29   | [ 129 ]                                                                                         |
| 2021 | 日本選手権                             | 100m自由形           | 1位        | 48.23   |                                                                                                 |
| 2021 | 日本選手権                             | 50m自由形            | 1位        | 21.97   | [ 130 ]                                                                                         |
| 2021 | ジャパンオープン (2021)                | 100m自由形           | 2位        | 48.56   |                                                                                                 |
| 2021 | ジャパンオープン (2021)                | 50m自由形            | 4位        | 22.41   | [ 131 ]                                                                                         |
| 2021 | オリンピック                           | 400mフリーリレー     | 予選13位   | 3:14.44 | メンバー:難波暉、塩浦慎理、関海哉、中村                                                         |
| 2021 | オリンピック                           | 100m自由形           | 予選17位   | 48.48   |                                                                                                 |
| 2021 | オリンピック                           | 400mメドレーリレー   | 6位        | 3:29.91 | 泳順:入江陵介―武良竜也―水沼尚輝―中村、日本新記録・アジア新記録                                  |
| 2021 | ISL                                    | 50m自由形スキンズ    | 1位        | 22.93   | [ 132 ]                                                                                         |
| 2021 | 日本短水路選手権                       | 50m自由形            | 2位        | 21.45   | [ 133 ]                                                                                         |
| 2021 | 日本短水路選手権                       | 100m自由形           | 1位        | 46.49   | [ 134 ]                                                                                         |
| 2022 | 国際大会日本代表選手選考会             | 100m自由形           | 2位        | 48.90   | [ 135 ]                                                                                         |
| 2022 | 国際大会日本代表選手選考会             | 50m自由形            | 4位        | 22.32   | [ 136 ]                                                                                         |
| 2022 | 日本選手権                             | 100m自由形           | 1位        | 49.02   | [ 137 ]                                                                                         |
| 2022 | 日本選手権                             | 50m自由形            | 2位        | 22.22   |                                                                                                 |
| 2022 | 東京都選手権                           | 50m自由形            | 1位        | 22.32   | [ 138 ]                                                                                         |
| 2022 | 東京都選手権                           | 100m自由形           | 1位        | 49.24   |                                                                                                 |
| 2022 | 国体                                   | 100m自由形           | 2位        | 49.16   | [ 139 ]                                                                                         |
| 2022 | 国体                                   | 50m自由形            | 5位        | 22.41   | [ 140 ]                                                                                         |
| 2022 | 日本短水路選手権                       | 50m自由形            | 4位        | 21.39   | [ 141 ]                                                                                         |
| 2022 | 日本短水路選手権                       | 100m自由形           | 2位        | 47.16   | [ 142 ]                                                                                         |
| 2022 | 日本社会人選手権                       | 50m自由形            | 3位        | 22.52   | [ 143 ]                                                                                         |
| 2022 | 世界短水路選手権                       | 400mフリーリレー     | 7位        | 3:07.93 | [ 144 ]                                                                                         |
| 2022 | 世界短水路選手権                       | 100m自由形           | 予選37位   | 47.79   | [ 144 ]                                                                                         |
| 2022 | 世界短水路選手権                       | 200mフリーリレー     | 4位        | 1:23.80 | 短水路アジア新記録                                                                              |
| 2023 | 日本選手権                             | 100m自由形           | 3位        | 48.89   | [ 145 ]                                                                                         |
| 2023 | 日本選手権                             | 50m自由形            | 2位        | 22.03   | [ 146 ]                                                                                         |
| 2023 | 世界選手権                             | 400mフリーリレー     | 準決勝13位 | 3:14.84 | [ 66 ]                                                                                          |
| 2023 | 世界選手権                             | 50m自由形            | 予選27位   | 22.21   | [ 66 ]                                                                                          |
| 2023 | 世界選手権                             | 混合400mフリーリレー | 7位        | 3;26.96 | [ 66 ]                                                                                          |
| 2023 | アジア大会                             | 50m自由形            | 5位        | 22.20   | [ 147 ]                                                                                         |
| 2023 | アジア大会                             | 400mメドレーリレー   | 3位        | 3:32.52 | [ 148 ]                                                                                         |
| 2023 | アジア大会                             | 400mフリーリレー     | 3位        | 3:14.26 | [ 149 ]                                                                                         |
| 2023 | 日本短水路選手権                       | 50m自由形            | 5位        | 21.50   | [ 150 ]                                                                                         |

## 自己ベスト
- 50m自由形 21秒87
- 100m自由形 47秒87（日本記録）